# Twin Memories
Twin Memories (ツイン・メモリーズ, Tsuin memorīzu) es el tercer álbum de estudio del dúo de idol japonés Wink. Fue publicado el 1 de diciembre de 1989 por Polystar Records.

## Canciones
Twin Memories incluye los sencillos número uno «Samishii Nettaigyo» y «One Night in Heaven ~Mayonaka no Angel~». También se incluyen en el álbum versiones en japonés de «Special to Me» de Bobby Caldwell, «I Never Stopped Loving You» de Paul Gurvitz, «In Your Letter» de REO Speedwagon, «Never Marry a Railroad Man» de Shocking Blue, «Joanna» de Kool & the Gang, y «Oh My Love» de John Lennon.

## Galardones
| Año  | Premio                | Categoría                         | Resultado | Ref.  |
| ---- | --------------------- | --------------------------------- | --------- | ----- |
| 1989 | Japan Gold Disc Award | Mejor Álbum de Young Idol (Grupo) | Ganador   | [ 1 ] |

## Lista de canciones
Toda la música está arreglada por Motoki Funayama, excepto donde esta anotado.
| Lista de canciones de Twin Memories |                                                   |                   | |                  |          |  |
| N.º                                 | Título                                            | Letras            | Música | Arreglos         | Duración |  |
| 1.                                  | «Oh My Love» (introduction)                       |                   | John Lennon Yoko Ono | Satoshi Kadokura | 0:33     |  |
| 2.                                  | «One Night in Heaven ~Mayonaka no Angel~» (remix) | Takashi Matsumoto | Steve Lironi Dan Navarro |                  | 5:09     |  |
| 3.                                  | «Special to Me»                                   | Neko Oikawa       | Deborah F. Shane Robert Hunter Caldwell Marsha A. Radcliffe                                                                                             |                  | 3:39     |  |
| 4.                                  | «Shining Star»                                    | Matsumoto         | Masaya Ozeki |                  | 4:34     |  |
| 5.                                  | «Sayonara Chīsana Crybaby»                        | Keiko             | Hitoshi Haba |                  | 4:48     |  |
| 6.                                  | «Aishiteru ~Never Stopped Loving You~»            | Oikawa            | Paul Gurvitz |                  | 5:07     |  |
| 7.                                  | «In Your Letter»                                  | Morimoto          | Gary Richrath | Takao Sugiyama   | 3:23     |  |
| 8.                                  | «Yakan Hikō ~Never Marry a Railroad Man~»         | Morimoto          | Robbie van Leeuwen | Sugiyama         | 4:14     |  |
| 9.                                  | «Joanna»                                          | Oikawa            | Robert Earl Bell Ronald Nathan Bell James Bonnefond George Melvin Brown James “J.T.” Taylor Claydes Charles Smith Clifford Adams Curtis “Fitz” Williams |                  | 4:11     |  |
| 10.                                 | «Samishii Nettaigyo» (remix)                      | Oikawa            | Ozeki |                  | 5:05     |  |
| 11.                                 | «Oh My Love»                                      | Morimoto          | Lennon Ono | Kadokura         | 2:42     |  |

## Posicionamiento

### Gráfica semanal
| Gráfica (1990)              | Pico de posición |
| --------------------------- | ---------------- |
| Japón (Oricon Albums Chart) | 2                |

### Gráfica de fin de año
| Gráfica (1990)              | Pico de posición |
| --------------------------- | ---------------- |
| Japón (Oricon Albums Chart) | 17               |

## Certificaciones y ventas
| País         | Certificación | Ventas  |
| ------------ | ------------- | ------- |
| Japón (RIAJ) | Platino       | 454,000 |